# 横田孝史

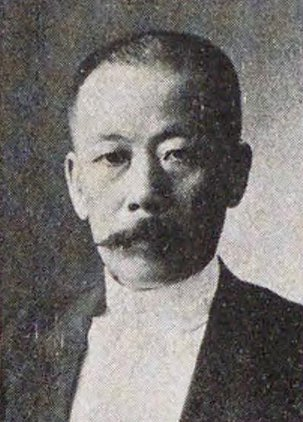
横田孝史

横田 孝史（よこた こうし、安政3年7月21日（1856年8月21日） - 昭和9年（1934年）12月6日）は、日本の衆議院議員（立憲国民党→立憲同志会→憲政会）。薬剤師。

## 経歴
播磨国加西郡賀茂村（現在の兵庫県加西市）出身。兵庫県姫路師範学校を卒業後、小学校教員となるが、大阪に出て緒方義塾で薬学を学んだ。1885年（明治18年）より神戸市に薬局を開業し、後に兵庫県薬剤師会会頭、神戸薬業組合長を務めた。また神戸市会議員、同議長、兵庫県会議員、同参事会員に選出された。
1912年（明治45年）、第11回衆議院議員総選挙に出馬し、当選。第13回まで3回連続当選を果たした。
その他、神戸商業会議所理事となり、神戸瓦斯株式会社・神戸電気株式会社（後の神戸市電）・兵庫電気軌道株式会社（現在の山陽電気鉄道）の設立にも関わった。